# Austin Head
Austin Head är en udde i Sydgeorgien och Sydsandwichöarna (Storbritannien). Den ligger i den nordvästra delen av Sydgeorgien och Sydsandwichöarna.
Terrängen inåt land är kuperad söderut, men åt nordost är den bergig. Havet är nära Austin Head åt sydväst.  Trakten runt Austin Head är nära nog obefolkad, med mindre än två invånare per kvadratkilometer. Det finns inga samhällen i närheten. 